# Willie Monroe junior
Willie Monroe junior (* 17. Dezember 1986 in Rochester, New York, USA) ist ein US-amerikanischer Boxer im Mittelgewicht. Er wird von Danny Akers trainiert.

## Amateurkarriere
Bei den Amateuren gewann der Rechtsausleger sowohl Gold bei den Empire Games als auch bei den  New York Golden Gloves. Im Jahre 2007 nahm er am Golden-Gloves-Turnier teil und kam bis ins Halbfinale. Dort musste er sich  Shawn Porter mit 5:0 nach Punkten geschlagen geben.

## Profikarriere
Monroe gab im Jahr 2008 erfolgreich sein Profidebüt, als er seinen Landsmann Erix Quinteros, der ebenfalls sein Debüt bei den Profis gab, durch technischen K. o. in der  3. Runde in einem auf 4 Runden angesetzten Fight bezwang.
2014 errang er die vakanten Gürtel WBO-NABO und WBA-NABA, als er Brandon Adams in einem Kampf nach Punkten schlug. Diese beiden Titel verteidigte er im darauffolgenden Jahr gegen Brian Vera ebenfalls mit einem Punktsieg.
Am 16. Mai des Jahres 2015 trat Monroe gegen Gennadi Golowkin um die WBA-Weltmeisterschaft an und ging in Runde 6 k.o. Bereits im Jahr darauf meldete sich Monroe mit einstimmigen Punktsiegen gegen seine Landsmänner John Thompson und Gabriel Rosado zurück.